# Kepler-107
Kepler-107 è una stella nana gialla nella costellazione del Cigno, distante 1714 anni luce dal sistema solare. Tramite la missione Kepler nel 2014 sono stati scoperti 4 pianeti extrasolari orbitare attorno a essa, tre di tipo roccioso e il quarto, il più esterno, un mininettuno. Ulteriori studi del 2019 hanno mostrato l'evidenza di una grande collisione avvenuta in passato tra i due pianeti più interni, entrambi delle super Terre.

## Caratteristiche
Kepler-107 è una stella simile al Sole, un po' più grande e calda: la sua temperatura superficiale è di circa 5850 K, mentre massa e raggio sono rispettivamente il 24% e il 45% superiori a quelli della nostra stella. Anche l'età potrebbe essere simile a quella del Sole, compresa tra 3,8 e 5 miliardi di anni.

## Sistema planetario
Nonostante abbia caratteristiche simili al quelle del Sole, Kepler-107 ospita un sistema planetario molto compatto, con quattro pianeti che orbitano tutti a breve distanza da essa, inferiore a quella che divide Mercurio dal Sole. I periodi orbitali dei pianeti sono di pochi giorni, dai 3 di Kepler-107 b ai 15 giorni di Kepler-107 d, il pianeta più esterno. Si pensa che difficilmente i pianeti si siano formati in questa posizione, così prossimi a una stella relativamente massiccia come Kepler-107, molto probabilmente sono migrati da orbite più esterne dopo la formazione o durante il loro percorso evolutivo.
Nel 2019 sono stati effettuati studi con lo spettrografo HARPS-N che hanno rivelato una peculiarità nel sistema riguardo ai due pianeti più interni, che hanno una composizione chimica molto diversa tra loro nonostante un raggio simile. Lo studio ha consentito di stimare con discreta precisione la massa dei pianeti, piuttosto incerta in precedenza poiché il telescopio Kepler individua pianeti con il metodo del transito, che consente di stimare solo i raggi dei pianeti. Le masse, a fronte di raggi non molto dissimili, sono risultate essere di circa 3,5 e 9,4 M⊕ per i pianeti b e c, con la densità del pianeta b che è simile alla densità della Terra, mentre quella del pianeta esterno è oltre il doppio, segno che nel suo nucleo è presente una quantità di ferro nettamente maggiore rispetto al compagno più interno. La causa di questa differenza non può essere la fotoevaporazione, che al contrario, spesso rende più densi i pianeti più interni perché essendo maggiormente esposti all'irraggiamento e ai venti stellari vengono privati dei più leggeri strati esterni. Essendo in questo caso più denso il pianeta c, più esterno, l'unica spiegazione plausibile per questa differenza di densità è che in passato sia avvenuto un gigantesco impatto, che ha spogliato in parte il pianeta c del mantello di silicati, più leggero rispetto al nucleo, rendendolo più denso.
Il pianeta d è più piccolo della Terra, e anche se la massa di questo pianeta è più incerta, dovrebbe essere anch'esso denso e di tipo roccioso. Il pianeta più esterno, Kepler-107 e, è invece il meno denso di tutti ed è quasi certamente un mininettuno senza superficie solida.
Prospetto del sistema
| Pianeta | Massa        | Raggio   | Densità          | Periodo orb.  | Sem. maggiore | Incl. orbita |
| ------- | ------------ | -------- | ---------------- | ------------- | ------------- | ------------ |
| b       | 3,51±1,52 M⊕ | 1,536 r⊕ | 5,3±2,3 g/cm³    | 3,18 giorni   | 0,04544 UA    | 89,05°       |
| c       | 9,39±1,77 M⊕ | 1,597 r⊕ | 12,65±2,65 g/cm³ | 4,9 giorni    | 0,06 UA       | 89,49°       |
| d       | <3,8 M⊕      | 0,86 r⊕  | <33,1 g/cm³      | 7,958 giorni  | 0,08377 UA    | 87,55°       |
| e       | 8,6±3,6 M⊕   | 2,903 r⊕ | 2±0,82 g/cm³     | 14,749 giorni | 0,1264 UA     | 89,67°       |